# Pangongangan
Pangongangan is een bestuurslaag in het regentschap Madiun van de provincie Oost-Java, Indonesië. Pangongangan telt 2993 inwoners (volkstelling 2010).